# Östersund (commune)
La commune d'Östersund est une commune suédoise du comté de Jämtland. 60 674 personnes y vivent. Son siège se trouve à Östersund.